# 독일의 세계유산

독일의 세계유산은 세계유산 위원회를 거쳐 유네스코 세계유산에 등재된 독일은 서독 시절이던 1976년 8월 23일 유네스코 조약에 비준한 이래, 48건의 문화유산과, 3건의 자연유산을 보유하고 있으며 이탈리아와 중국에 이어 세번째로 많은 세계유산을 보유하고 있다.
2009년 현대적 교량 건설로 인해 자연 경관이 훼손됨을 이유로 드레스덴 엘베 계곡이 유네스코 세계유산 목록에서 제명되었는데, 문화유산이 제명된 첫번째 사례이다.

## 목록

### 문화유산
| No. | 사진                      | 등록명                                                                | 소재지                                               | 등록년도             | 등록기준          | 유네스코 지정번호 | 비고                                                |
| 1   |                           | 아헨 대성당                                                           | 노르트라인베스트팔렌주                               | 1978년               | (ⅰ), (ⅱ) (ⅳ), (ⅵ) | 3                 |                                                     |
| 2   |                           | 슈파이어 대성당                                                       | 라인란트팔츠주                                       | 1981년               | (ⅱ)               | 168               |                                                     |
| 3   |                           | 뷔르츠부르크 주교관                                                   | 바이에른주                                           | 1981년               | (ⅰ), (ⅳ)          | 169               |                                                     |
| 4   |                           | 비스 순례 성당                                                        | 바이에른주                                           | 1983년               | (ⅰ), (ⅲ)          | 271               |                                                     |
| 5   |                           | 브륄의 아우구스투스부르크 성과 팔켄루스트                             | 노르트라인베스트팔렌주                               | 1984년               | (ⅱ), (ⅳ)          | 288               |                                                     |
| 6   |                           | 힐데스하임 성 마리아 성당과 성 미샤엘 교회                            | 니더작센주                                           | 1985년 2008년        | (ⅰ), (ⅱ), (ⅲ)     | 187               |                                                     |
| 7   |                           | 트리어 로마 유적, 성 베드로 성당과 성모 마리아 성당                   | 라인란트팔츠주                                       | 1986년               | (ⅰ), (ⅲ) (ⅳ), (ⅵ) | 367               | - 아울라 팔라티나                                   |
| 8   |                           | 한자 동맹 도시 뤼베크                                                 | 슐레스비히홀슈타인주                                 | 1987년               | (ⅳ)               | 272               |                                                     |
| 9   |                           | 로마 제국 국경                                                        | 독일 잉글랜드 스코틀랜드                             | 1987년 2005년 2008년 | (ⅱ), (ⅲ), (ⅳ)     | 430               | - 리메스 게르마니쿠스                               |
| 10  | 포츠담의 상수시 궁전      | 포츠담 · 베를린의 궁전과 공원                                         | 브란덴부르크주 베를린                                | 1990년 1992년 1999년 | (ⅰ), (ⅱ), (ⅳ)     | 532               |                                                     |
| 11  |                           | 로르슈의 수도원과 알텐뮌스터                                          | 헤센주                                               | 1991년 2011년        | (ⅲ), (ⅳ)          | 515               |                                                     |
| 12  |                           | 람멜스베르크 광산과 고슬라 옛 시가지 및 오베르하르츠의 물 관리 시스템 | 니더작센주                                           | 1992년 2010년        | (ⅰ), (ⅱ) (ⅲ), (ⅳ) | 623               |                                                     |
| 13  |                           | 마울브론 수도원 지구                                                  | 바덴뷔르템베르크주                                   | 1993년               | (ⅱ), (ⅳ)          | 546               |                                                     |
| 14  | 밤베르크 대성당           | 밤베르크 중세 도시 유적                                               | 바이에른주                                           | 1993년               | (ⅱ), (ⅳ)          | 624               |                                                     |
| 15  |                           | 크베들린부르크의 협동 교회, 성채, 옛 시가지                           | 작센안할트주                                         | 1994년               | (ⅳ)               | 535               |                                                     |
| 16  |                           | 푈클링겐 제철소                                                       | 자를란트주                                           | 1994년               | (ⅱ), (ⅳ)          | 687               |                                                     |
| 17  |                           | 쾰른 대성당                                                           | 노르트라인베스트팔렌주                               | 1996년 2008년        | (ⅰ), (ⅱ), (ⅳ)     | 292               |                                                     |
| 18  | 데사우의 바우하우스       | 바이마르 · 데사우 · 베르나우의 바우하우스 유산                        | 튀링겐주 작센안할트주 브란덴부르크주                 | 1996년 2017년        | (ⅱ), (ⅳ), (ⅵ)     | 729               |                                                     |
| 19  |                           | 아이슬레벤과 비텐베르크의 루터 기념물                                 | 작센안할트주                                         | 1996년               | (ⅳ), (ⅵ)          | 783               |                                                     |
| 20  |                           | 고전주의 고장, 바이마르                                               | 튀링겐주                                             | 1998년               | (ⅲ), (ⅵ)          | 846               |                                                     |
| 21  | 보데 박물관               | 베를린 박물관 섬                                                      | 베를린                                               | 1999년               | (ⅱ), (ⅳ)          | 896               |                                                     |
| 22  |                           | 바르트부르크성                                                        | 튀링겐주                                             | 1999년               | (ⅲ), (ⅵ)          | 897               |                                                     |
| 23  |                           | 데사우 뵐리츠 정원                                                    | 작센안할트주                                         | 2000년               | (ⅱ), (ⅳ)          | 534               |                                                     |
| 24  |                           | 라이헤나우 수도원 섬                                                  | 바덴뷔르템베르크주                                   | 2000년               | (ⅲ), (ⅳ), (ⅵ)     | 974               |                                                     |
| 25  |                           | 에센의 졸버레인 탄광 산업단지                                         | 노르트라인베스트팔렌주                               | 2001년               | (ⅱ), (ⅲ)          | 975               |                                                     |
| 26  |                           | 중상류 라인 계곡                                                      | 라인란트팔츠주 헤센주                                | 2002년               | (ⅱ), (ⅳ), (ⅴ)     | 1066              | - 뤼데스하임암라인                                  |
| 27  | 슈트랄준트                | 슈트랄준트 · 비스마르 역사 지구                                       | 메클렌부르크포어포메른주                             | 2002년               | (ⅱ), (ⅳ)          | 1067              |                                                     |
| 28  | 롤란트상                  | 브레멘 시청과 롤란트 상                                               | 브레멘주                                             | 2004년               | (ⅲ), (ⅳ), (ⅵ)     | 1087              |                                                     |
| 29  |                           | 무스카우어 공원 / 무자코프스키 공원                                   | 독일 폴란드                                          | 2004년               | (ⅰ), (ⅳ)          | 1127              | 폴란드와 공동 등재                                  |
| -   |                           | 드레스덴 엘베 계곡                                                    | 작센주                                               | 2004년               | (ⅱ), (ⅲ) (ⅳ), (ⅴ) | 1156              | 제명된 세계유산 (2009년)                            |
| 30  |                           | 슈타트암호프와 레겐스부르크 옛 시가지                                 | 바이에른주                                           | 2006년               | (ⅱ), (ⅲ), (ⅳ)     | 1155              |                                                     |
| 31  |                           | 베를린 모더니즘 주택 단지                                             | 베를린                                               | 2008년               | (ⅱ), (ⅳ)          | 1239              |                                                     |
| 32  |                           | 알프스 주변의 선사 시대 호상 가옥                                     | 독일 스위스 슬로베니아 오스트리아 이탈리아 프랑스    | 2011년               | (ⅳ), (ⅴ)          | 1363              |                                                     |
| 33  |                           | 알펠트의 파구스 공장                                                  | 니더작센주                                           | 2011년               | (ⅱ), (ⅳ)          | 1368              | 20세기 초반 모더니즘 건축 양식을 예증하는 제화 공장 |
| 34  |                           | 바이로이트 마르크그라프 오페라 하우스                                 | 바이에른주                                           | 2012년               | (ⅰ), (ⅳ)          | 1379              |                                                     |
| 35  |                           | 베르그파르크 빌헬름스회에                                             | 헤센주                                               | 2013년               | (ⅲ), (ⅳ)          | 1413              |                                                     |
| 36  |                           | 카롤링거 시대의 베스트보르크와 코르바이 키비타스                      | 노르트라인베스트팔렌주                               | 2014년               | (ⅱ), (ⅲ), (ⅳ)     | 1447              |                                                     |
| 37  | 슈파이허슈타트 칠레하우스 | 슈파이허슈타트와 칠레하우스가 있는 콘토르하우스 지구                  | 함부르크                                             | 2015년               | (ⅳ)               | 1467              |                                                     |
| 38  | 바이센호프 지들룽         | 르 코르뷔지에의 건축 작품, 모더니즘 운동에 관한 탁월한 기여           | 바덴뷔르템베르크주                                   | 2016년               | (ⅰ), (ⅱ), (ⅵ)     | 1321              |                                                     |
| 39  |                           | 슈베비셰 알프의 동굴과 빙하기 예술                                    | 바덴뷔르템베르크주                                   | 2017년               | (ⅲ)               | 1527              |                                                     |
| 40  |                           | 나움부르크 대성당                                                     | 작센안할트주                                         | 2018년               | (ⅰ), (ⅱ)          | 1470              |                                                     |
| 41  |                           | 헤데비와 다네비르케의 경계 고고 유적군                                | 슐레스비히홀슈타인주                                 | 2018년               | (ⅲ), (ⅳ)          | 1553              |                                                     |
| 42  |                           | 에르츠게비르게 / 크루쉬노호지 광산 지역                               | 독일 체코                                            | 2019년               | (ⅱ), (ⅲ), (ⅳ)     | 1478              | 체코와 공동 등재                                    |
| 43  |                           | 아우그스부르크의 물 관리 시스템                                       | 바이에른주                                           | 2019년               | (ⅱ), (ⅳ)          | 1580              |                                                     |
| 44  |                           | 로마 제국의 국경 - 도나우의 리메스 (서부)                             | 독일 바이에른주 오스트리아 슬로바키아                | 2021년               | (ⅱ), (ⅲ), (ⅳ)     | 1608              |                                                     |
| 45  | 바트키싱엔                | 유럽의 대 온천 마을                                                   | 독일 오스트리아 벨기에 체코 프랑스 이탈리아 잉글랜드 | 2021년               | (ⅱ), (ⅲ)          | 1613              | 7개국 공동 등재                                     |
| 46  |                           | 다름슈타트의 마틸다 언덕                                              | 헤센주                                               | 2021년               | (ⅱ), (ⅳ)          | 1614              |                                                     |
| 47  |                           | 로마 제국의 국경선 - 게르마니아 인페리오르의 리메스                   | 독일 네덜란드                                        | 2021년               | (ⅱ), (ⅲ), (ⅳ)     | 1631              |                                                     |
| 48  |                           | 슈파이어, 보름스, 마인츠의 슘 유적지                                  | 라인란트팔츠주                                       | 2021년               | (ⅱ), (ⅲ), (ⅵ)     | 1636              | 중세 독일의 유대인 거주지역                         |

### 자연유산
| No. | 사진 | 등록명                                                               | 소재지 | 등록년도             | 등록기준      | 유네스코 지정번호 | 비고                     |
| 1   |      | 메셀 화석 유적                                                       | 헤센주 | 1995년 2010년        | (ⅷ)           | 720               |                          |
| 2   |      | 카르파티아 및 유럽의 기타 지역에 생육하는 고대 및 원시 너도밤나무 숲 | 독일 루마니아 벨기에 보스니아 헤르체고비나 북마케도니아 불가리아 스위스 스페인 슬로바키아 슬로베니아 알바니아 오스트리아 우크라이나 이탈리아 체코 크로아티아 폴란드 프랑스 | 2007년               | (ⅸ)           | 1133              | 18개국 공유              |
| 3   |      | 바덴해                                                               | 독일 네덜란드 덴마크 | 2009년 2011년 2014년 | (ⅶ), (ⅸ), (ⅹ) | 1314              | 네덜란드 · 덴마크와 공유 |

## 같이 보기
- 독일의 관광